# Calyptranthes sparsiflora
Calyptranthes sparsiflora är en myrtenväxtart som beskrevs av Maria Lucia Kawasaki och Bruce K. Holst. Calyptranthes sparsiflora ingår i släktet Calyptranthes och familjen myrtenväxter. Inga underarter finns listade i Catalogue of Life.